# حصن كحلان (الرضمة)
حصن كحلان هي إحدى قرى عزلة كحلان بمديرية الرضمة التابعة لمحافظة إب، بلغ تعداد سكانها 116 نسمة حسب تعداد اليمن لعام 2004.